# Petite Meurthe
Die Petite Meurthe ist ein kleiner Fluss im Nordosten von Frankreich, der im Département Vosges der Region Grand Est nordöstlich der Stadt Gérardmer verläuft.

## Geographie

### Verlauf
Die Petite Meurthe entspringt in den westlichen Vogesen-Ausläufern, im Gemeindegebiet von Ban-sur-Meurthe-Clefcy, das sie in ihrem gesamten Lauf nicht mehr verlässt. Die Petite Meurthe durchquert den Regionalen Naturpark Ballons des Vosges Richtung Nordnordwest und mündet nach 15,45 Kilometern beim Ort Sondreville im Gemeindegebiet von Ban-sur-Meurthe-Clefcy als linker Nebenfluss in die Meurthe.

### Zuflüsse
(Reihenfolge in Fließrichtung)
- Noir Ruxel (links) 1,78 km
- Ruisseau de Foincelle (rechts) 2,29 km
- Ruisseau de l’Abreuvoir (links) 2,87 km
- Ruisseau de Seucy (rechts) 4,9 km

### Orte am Fluss
(Reihenfolge in Fließrichtung)
- Le Grand Valtin, Gemeinde Ban-sur-Meurthe-Clefcy
- Scierie du Lançoir, Gemeinde Ban-sur-Meurthe-Clefcy
- Sachemont, Gemeinde Ban-sur-Meurthe-Clefcy
- Le Vic, Gemeinde Ban-sur-Meurthe-Clefcy
- Clefcy, Gemeinde Ban-sur-Meurthe-Clefcy
- Sondreville, Gemeinde Ban-sur-Meurthe-Clefcy

## Sehenswürdigkeiten
- Défilé de Straiture, ein von engen Schluchten durchzogenes Waldgebiet im Süden der Gemeinde Ban-sur-Meurthe-Clefcy, das von der Petite Meurthe passiert wird.
- Scierie du Lançoir, ehemaliges Sägewerk mit Ursprüngen aus dem 17. Jahrhundert am Flussufer – Monument historique[5]